# Sonic Rush
Sonic Rush (ソニック・ラッシュ?, Sonikku Rasshu) è un videogioco della serie Sonic the Hedgehog pubblicato per Nintendo DS. È stato sviluppato da Sonic Team in collaborazione con Dimps e prodotto dalla SEGA, ed è stato commercializzato in tutto il mondo nel mese di novembre del 2005.
Il titolo è il dodicesimo capitolo principale della serie nonché il primo ad uscire su Nintendo DS, il gioco introduce anche per la prima volta il personaggio principale della serie Blaze the Cat.
Sonic Rush si presenta come un classico gioco di piattaforme in 2D, similmente agli episodi della serie per Mega Drive e Game Boy Advance. Tuttavia i personaggi, così come i boss del gioco, sono animati attraverso poligoni, invece che mediante gli sprite animati che contraddistinguono i vecchi capitoli della serie. I due schermi del DS sono considerati come un unico schermo di gioco, e al giocatore, di norma mostrato al centro di uno dei due schermi, può capitare di cadere (o saltare) nell'altro, continuando l'azione di gioco su un altro livello. Durante gli scontri con i boss l'azione si concentra sullo schermo superiore, e la prospettiva diventa in 3D. Le funzionalità touch screen del DS vengono utilizzate per controllare Sonic e Blaze nei livelli speciali, oltre che per selezionare le varie voci del menu.
Nell'autunno 2007 è uscito il seguito del gioco: Sonic Rush Adventure.

## Trama
La trama vede i due personaggi del gioco, Sonic the Hedgehog e Blaze the Cat, cercare di impedire la fusione dei loro mondi a causa del Dr. Eggman e del suo lontano discendente Eggman Nega. Ampio spazio viene inoltre dato ai Chaos Emerald e alla loro variante del mondo di Blaze, i Sol Emerald.

## Personaggi principali
I personaggi giocabili sono due, il protagonista Sonic the Hedgehog e la novità, alla prima apparizione in un gioco di Sonic, Blaze the Cat. Entrambi i personaggi affrontano un percorso differente e diviso nella modalità a giocatore singolo (i livelli restano gli stessi, a variare è l'ordine con cui si presentano), ma occasionalmente, durante le sequenze animate, i due si incontrano, e nel livello extra combattono insieme.
Tails (con Sonic) e Cream the Rabbit (con Blaze) appaiono nelle scene di intermezzo, e sullo schermo inferiore durante le battaglie con i boss, per incitare il giocatore. Knuckles e Amy appaiono entrambi per qualche secondo nelle scene di intermezzo.
Gli antagonisti principali sono il Dottor Eggman e il suo lontano discendente Eggman Nega.

## Modalità di gioco
Sonic Rush utilizza il sistema di trick già introdotto in Sonic Advance 2, riprendendo invece da Sonic Adventure 2 la possibilità di effettuare combo aeree e il meccanismo di valutazione di fine livello. Novità assoluta è invece l'introduzione di una "Barra di tensione", una sorta di serbatoio di energia che si incrementa eseguendo tricks e sconfiggendo i nemici. Questa energia può poi essere utilizzata per effettuare uno scatto bruciante (utile per prendere velocità sulle rampe e per sconfiggere i nemici), e per accedere ai livelli speciali (solo come Sonic) attraverso i generatori.
I 7 livelli speciali di Sonic Rush si ispirano a quelli già visti in Sonic the Hedgehog 2, nei quali l'obiettivo era arrivare fino in fondo ad un percorso semitubolare (half pipe), cercando di raccogliere tanti anelli quanti ne venivano richiesti all'entrata ed evitando le trappole sparse sul percorso. A differenza di Sonic the Hedgehog 2, però, Sonic non può saltare in questi livelli, rendendoli nel complesso più difficili degli originali a 16 bit. I vari ostacoli disseminati sul tracciato, poi, rendono ogni livello leggermente più arduo del precedente, con il settimo che rappresenta il più difficile in assoluto. Il sistema di controllo, anziché utilizzare il d-pad, si affida al touch screen, con il giocatore che può usare il pennino o il laccetto per muovere Sonic a destra e sinistra del tubo. Inoltre, alcuni ostacoli possono essere distrutti picchettandoli con il touch screen.
Sono inoltre presenti alcuni respingenti speciali che, se colpiti, proiettano Sonic in aria, permettendogli di effettuare alcuni trick, sotto forma di punti che appaiono sullo schermo da colpire in ordine numerico. Più velocemente si colpiscono, più anelli vengono guadagnati alla fine della sequenza; tuttavia, se si sbaglia l'ordine, il trick si interrompe e non si guadagna nulla.
Come quasi tutti i giochi di Sonic di ultima generazione, anche Sonic Rush presenta un livello extra (denominato "Sonic&Blaze") che consiste in un unico combattimento con un boss affrontato da entrambi i personaggi. Questo livello segreto, che permette di vedere il vero finale del gioco, si sblocca automaticamente una volta rispettate le seguenti condizioni (non necessariamente in ordine):
1. Completare la modalità giocatore singolo come Sonic
2. Completare la modalità giocatore singolo come Blaze
3. Completare i 7 livelli speciali ottenendo tutti e 7 i Chaos Emerald (come Sonic)

### Zone
- Leaf Storm: è la prima zona ad apparire per Sonic e la seconda per Blaze. La zona consiste in una fitta foresta situata su un'isola sconosciuta. il boss consiste in un braccio meccanico che tiene una capsula con cui si schianta sul terreno di gioco, a volte il braccio lascia andare la capsula che rotola una o più sul terreno. per sconfiggere il nemico bisogna saltare sulla cima della capsula
- Water Palace: è la seconda zona per Sonic e la quarta per Blaze. È ambientata in un paese che presenta edifici e strutture bianche poste su un grande specchio d'acqua. il boss è un robot a forma di mostro marino. per sconfiggerlo bisogna saltare sulla testa del mostro sei volte.
- Mirage Road: è la terza zona per entrambi i personaggi. Si tratta di un lungo labirinto a tema egiziano che si estende anche sotto la superficie. Il boss è un robot scarafaggio che attacca con una palla che va usata per colpirlo alla schiena sei volte.
- Night Carnival: è la quarta zona per Sonic e la prima per Blaze. Esteticamente simile ad altri livelli presenti nei precedenti giochi della serie, come Carnival Night Zone di Sonic the Hedgehog 3, è posta in una città dove si svolge un festival con attrazioni simile a quelle di un gigantesco casinò. il boss è una capsula collegata ad un'altalena con all'altro estremo un contrappeso tondo che va colpito per calare la capsula prima di attaccare, dopo aver colpito la capsula sei volte il nemico è sconfitto. si può fare un attacco doppio se, poco dopo aver attaccato la capsula, si riesce a saltare sul carrarmato con la molla e colpire la capsula.
- Huge Crisis: è la quinta zona per Sonic e la sesta per Blaze. La sua ambientazione si alterna tra diverse portaerei e corazzate dell'esercito G.U.N. poste sul mare; è l'unico livello di tutto il gioco a non presentare i classici nemici ma bensì i robot controllati dall'esercito. Il boss è simile a quello di Leaf Storm, ad eccezione di un paio di attacchi: difatti a volte fa uno schianto multiplo e a volte il braccio si sposta per bombardare il personaggio
- Altitude Limit: è la sesta zona per Sonic e la quinta per Blaze. Si svolge su una fortezza volante con numerose rotaie, piattaforme volanti e delataplani. il boss è un robot metà uccello e metà umano, per sconfiggerlo bisogna saltare sulla sua testa sei volte e resistere ai vari attacchi.
- Dead Line: è la settima zona per entrambi i personaggi. Prende luogo in una stazione spaziale dove in alcune fasi la gravità verrà invertita ma i controlli rimarranno normali.
- Unknown: nota anche come F-Zone (per Sonic) e Point-W (per Blaze) sulla mappa del mondo, è l'ottava zona per entrambi i personaggi. È una grande piattaforma di metallo che sta entrando nell'atmosfera terrestre, a differenza delle altre zone si dovrà affrontare solamente il boss di fine livello. Funge da zona finale se il giocatore non ha raccolto tutti e sette i Chaos Emerald oppure i Sol Emerald. il boss consiste in un robot antropomorfo, per sconfiggerlo bisogna resistere ai suoi attacchi e scalare il braccio per colpire la testa sei volte
- Exception: è la nona ed ultima zona per entrambi i personaggi. È una frattura spazio-temporale causata dalla collisione delle dimensioni di Sonic e Blaze. Come per Unknown si dovrà affrontare solamente il boss finale, alternando il controllo di Super Sonic con quello di Burning Blaze.

### Voto di fine livello
Al termine di ogni livello di gioco (inclusi gli scontri con i boss), il giocatore ottiene un punteggio che è il risultato del totale dei punti guadagnati nel livello, e una lettera tra C, B, A ed S (in ordine di bravura) che esprime il giudizio sulla performance effettuata. I quattro parametri per l'attribuzione del voto sono: Tempo impiegato (minor tempo equivale a più punti), Trick effettuati, Anelli raccolti e Velocità media. Se il punteggio è inferiore ai 50.000 punti, il voto finale sarà C; se compreso tra 50.000 e 80.000, B; se compreso tra 80.000 e 100.000, A; se maggiore di 100.000, S. Questi requisiti sono dimezzati negli scontri con i boss, nei quali inoltre vengono valutati solo il Tempo impiegato e gli Anelli raccolti per determinare il punteggio finale. Curiosamente, a differenza degli alti giochi della serie di Sonic, ottenere tutte S come valutazioni finali non sblocca alcun genere di extra, è solo una sfida aggiuntiva.

## Sviluppo
Il gioco è stato creato dal Sonic Team e Dimps e pubblicato da Sega. Yuji Naka, l'amministratore delegato esecutivo dell'azienda, ha annunciato il gioco all'Electronic Entertainment Expo (E3) 2004, assieme a Project Rub. La prima demo del gioco, che aveva nel frattempo ricevuto il titolo Sonic Rush è stata presentata all'E3 2005, vincendo il premio di IGN "Migliore Sorpresa". Al Tokyo Game Show (TGS) 2005 è stato presentato un nuovo personaggio, Blaze the Cat. Il formato 2.5D è basato sull'idea del Sonic Team di combinare elementi dai giochi 2D e 3D della serie. In un'intervista a GameSpot a settembre 2005, il regista Akinori Nishiyama ha dichiarato che il Sonic Team "voleva mantenere gli elementi 2D ma esplorare alcune novità dagli elementi 3D." Al TGS 2005, ha dichiarato che durante i lavori su Sonic Advance 3, ha notato che la serie diventava più complicata e optato a un approccio "veloce e con azione dinamica" per il titolo successivo.
La musica è opera di Hideki Naganuma, già compositore per Jet Set Radio. Altre musiche sono state composte dal direttore sonoro del gioco Teruhiko Nakagawa, con Masayoshi Ishi e Hiroyuki Hamada di T's Music. La composizione è stata una grande sfida per Naganuma, che ha dovuto vedersela con il chip audio del Nintendo DS' sound chip. La traccia del boss finale, "Wrapped in Black," contiene estratti dal discorso di Malcom X "Discorso ai quadri di base".

## Accoglienza
| Testata                            | Giudizio |
| ---------------------------------- | -------- |
| Metacritic (media al 19-03-2020)   | 82/100   |
| GameRankings (media al 09-12-2019) | 83.23%   |
| 1UP.com                            | B+       |
| GameSpy                            | [ 19 ]   |

Sonic Rush è stato uno dei videogiochi più amati di Sonic di tutti i tempi, i critici e i fan in generale hanno apprezzato quasi ogni singolo aspetto del gioco, inclusi trama, personaggi, gameplay, musiche e level design. Il personaggio di Blaze ha accolto molte opinioni positive dai fan della serie, ed è una delle femmine più importanti ed amate della saga. Marco Esposto di IGN lo trovò come uno dei giochi che per trama e stile di gioco rappresentava forse l'eccellenza. 
Il gioco ottenne anche un buon successo commerciale, vendendo più di 1 milione di copie.

### Eredità
Sonic Rush ha introdotto Blaze, che è diventata un personaggio ricorrente nella serie. È apparsa per la seconda volta in Sonic the Hedgehog nel 2006, in Sonic Rush Adventure (il sequel di Sonic Rush) e altri titoli.
Al Sonic Amateur Games Expo (SAGE) 2021 alcuni fan hanno presentato un rifacimento in 3D del gioco, pubblicando la prima demo all'edizione del 2024.